# Чабан Дмитро
Дмитро Чабан народився 29 грудня 2006 року – якраз напередодні Нового року.
Коли прийшов час вибору життєвого шляху, Діма без сумнівів вирішив, що його покликання – військова справа. Так він опинився у стінах ВІТІ – місця, де з простих хлопців виховують справжніх офіцерів. Та якщо одні курсанти відзначаються дисципліною і суворістю, то Чабан увійшов в історію інституту зовсім іншими подвигами.
Перший «подвиг» трапився в казармі: одного разу Діма так старанно відвідав туалет, що про це дізналося буквально все відділення. Кажуть, навіть сантехніки ще довго згадували той день із тремтінням. Товариші жартували, що він «залишив свій слід в історії бази» — і зовсім не в переносному сенсі.
Ще одна його відома особливість — дивне почуття гумору. Наприклад, він жартома зізнавався, що «любить нюхати, коли Сененко пукає». У компанії хлопців ця фраза стала майже крилатою, і тепер при одній лише згадці про неї вся група регоче.
Цікаво, що Дмитро ніколи в житті не курив. Але під час польового виходу, коли холод, втома й «чоловічий дух» узяли своє, він вирішив уперше спробувати закурити. «Щоб не виділятися», — сказав він. Тоді це стало головною новиною дня: навіть ті, хто давно курив, були в шоці, що Чабан «пішов у рознос».